# Cisco (Nebraska)
Lisco és una concentració de població designada pel cens dels Estats Units a l'estat de Nebraska. Segons el cens del 2000 tenia 68 habitants.

## Demografia
Segons el cens del 2000, Lisco tenia 68 habitants, 35 habitatges, i 22 famílies. La densitat de població era de 45,3 habitants per km².
Dels 35 habitatges en un 17,1% hi vivien nens de menys de 18 anys, en un 60% hi vivien parelles casades, en un 5,7% dones solteres, i en un 34,3% no eren unitats familiars. En el 34,3% dels habitatges hi vivien persones soles el 20% de les quals corresponia a persones de 65 anys o més que vivien soles. El nombre mitjà de persones vivint en cada habitatge era d'1,94 i el nombre mitjà de persones que vivien en cada família era de 2,39.
Per edats la població es repartia de la següent manera: un 13,2% tenia menys de 18 anys, un 5,9% entre 18 i 24, un 16,2% entre 25 i 44, un 32,4% de 45 a 60 i un 32,4% 65 anys o més.
L'edat mediana era de 57 anys. Per cada 100 dones de 18 o més anys hi havia 84,4 homes.
La renda mediana per habitatge era de 33.750 $ i la renda mediana per família de 38.333 $. Els homes tenien una renda mediana de 29.583 $ mentre que les dones 27.917 $. La renda per capita de la població era de 17.314 $. Aproximadament el 12,5% de les famílies i el 24,2% de la població estaven per davall del llindar de pobresa.

## Poblacions més properes
El següent diagrama mostra les poblacions més properes.